# Santo Tomaino
Santo Tomaino (Carlopoli, 4 marzo 1954) è un pittore italiano.

## Biografia e attività artistica
Trasferitosi a Torino, dove studiò e diventò insegnante al Liceo artistico "Renato Cottini" , tenne numerose esposizioni, fra le quali si ricorda Epic Paintings al Museo Carlo Bilotti di Roma. In occasione di altre personali, i cataloghi vennero curati da Enrico Crispolti.
Dopo un avvio «neoespressionista», a cui seguì nella seconda metà degli anni settanta un periodo di minor coinvolgimento nell'attività pittorica, Tomaino fu a partire dal 1983 tra quegli artisti che per primi tornarono ad una pittura figurativa dopo il dilagare delle installazioni e dell'arte concettuale. In un'ulteriore fase artistica, più visionaria, la rappresentazione della realtà si fece epica e spettacolare, ma al tempo stesso colta e allusiva, arrivando ad un culmine di arrischiatezza a metà degli anni ottanta.